# Tondreieck

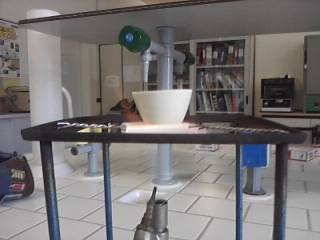
Tondreieck mit einem Tiegel mit einem Stativ über einem Gasbrenner.

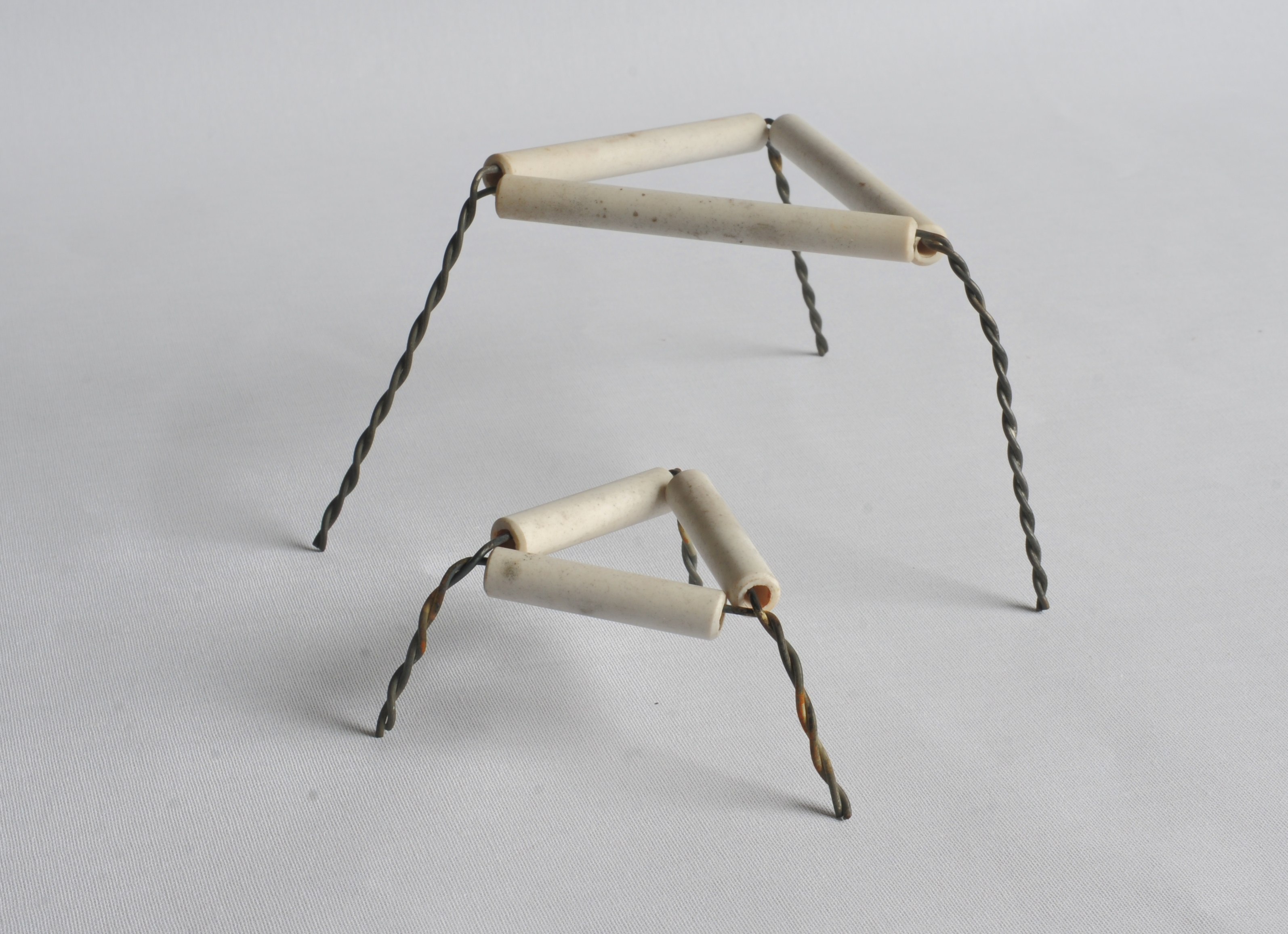
Tondreiecke.

Tondreiecke werden im chemischen Labor benutzt. Sie werden auf einen Dreifuß oder einen Stativring gelegt, um darauf Tiegel über einer Flamme zu glühen, z. B. zur Veraschung einer Substanzprobe im Tiegel.
Aufgebaut ist ein Tondreieck aus Metalldrähten und drei Röhrchen aus Ton. Dreiecke für besonders hohe Temperaturbelastung (auch Wechselbelastung) werden statt mit Tonröhren mit Quarzglasröhren ausgestattet.